# Soignolles
Ne pas confondre avec Soignolles-en-Brie, en Seine-et-Marne
Soignolles est une commune française, située dans le département du Calvados en région Normandie, peuplée de 116 habitants.

## Géographie

### Hydrographie
La commune est située dans le bassin Seine-Normandie. Elle n'est drainée par aucun cours d'eau,.

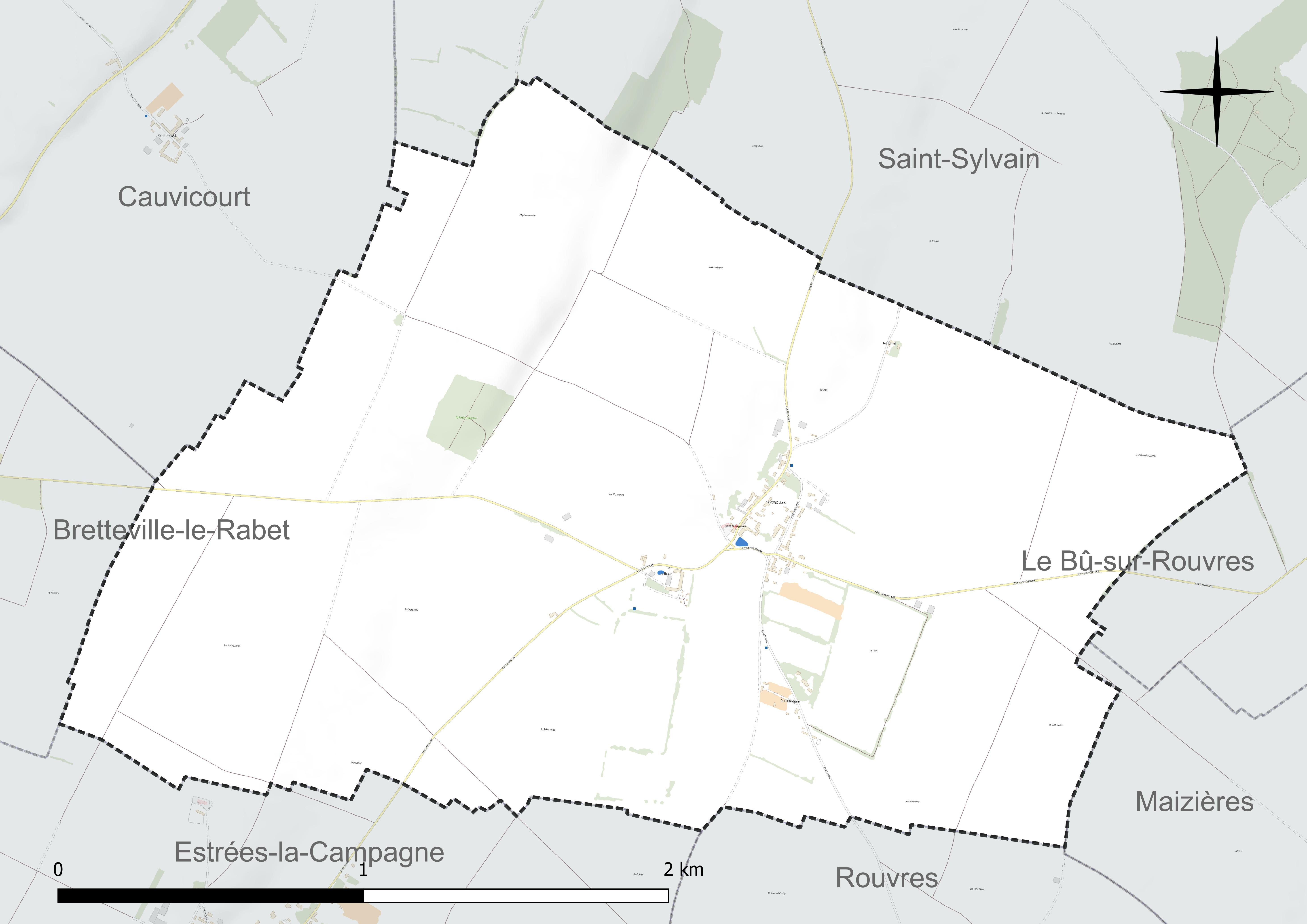
Réseau hydrographique de Soignolles.

### Climat
Pour des articles plus généraux, voir Climat de la Normandie et Climat du Calvados.
En 2010, le climat de la commune est de type climat océanique altéré, selon une étude du CNRS s'appuyant sur une série de données couvrant la période 1971-2000. En 2020, Météo-France publie une typologie des climats de la France métropolitaine dans laquelle la commune est exposée à un climat océanique et est dans la région climatique  Normandie (Cotentin, Orne), caractérisée par une pluviométrie relativement élevée (850 mm/a) et un été frais (15,5 °C) et venté. Parallèlement le GIEC normand, un groupe régional d'experts sur le climat, différencie quant à lui, dans une étude de 2020, trois grands types de climats pour la région Normandie, nuancés à une échelle plus fine par les facteurs géographiques locaux. La commune est, selon ce zonage, exposée à un « climat des plateaux abrités », correspondant à la plaine agricole de Caen à Falaise, sous le vent des collines de Normandie et proche de la mer, se caractérisant par une pluviométrie et des contraintes thermiques modérées.
Pour la période 1971-2000, la température annuelle moyenne est de 10,3 °C, avec  une amplitude thermique annuelle de 12,4 °C. Le cumul annuel moyen de précipitations est de 707 mm, avec 11,9 jours de précipitations en janvier et 7,7 jours en juillet. Pour la période 1991-2020, la température moyenne annuelle observée sur la station météorologique la plus proche, située sur la commune de Saint-Sylvain à 3 km à vol d'oiseau, est de 11,5 °C et le cumul annuel moyen de précipitations est de 681,2 mm,. Pour l'avenir, les paramètres climatiques de la commune estimés pour 2050 selon différents scénarios d'émission de gaz à effet de serre sont consultables sur un site dédié publié par Météo-France en novembre 2022.

## Urbanisme

### Typologie
Au 1er janvier 2024, Soignolles est catégorisée commune rurale à habitat dispersé, selon la nouvelle grille communale de densité à 7 niveaux définie par l'Insee en 2022.
Elle est située hors unité urbaine. Par ailleurs la commune fait partie de l'aire d'attraction de Caen, dont elle est une commune de la couronne,. Cette aire, qui regroupe 296 communes, est catégorisée dans les aires de 200 000 à moins de 700 000 habitants,.

### Occupation des sols
L'occupation des sols de la commune, telle qu'elle ressort de la base de données européenne d'occupation biophysique des sols Corine Land Cover (CLC), est marquée par l'importance des territoires agricoles (100 % en 2018), une proportion identique à celle de 1990 (100 %). La répartition détaillée en 2018 est la suivante : 
terres arables (94,3 %), zones agricoles hétérogènes (5,7 %). L'évolution de l'occupation des sols de la commune et de ses infrastructures peut être observée sur les différentes représentations cartographiques du territoire : la carte de Cassini (XVIIIe siècle), la carte d'état-major (1820-1866) et les cartes ou photos aériennes de l'IGN pour la période actuelle (1950 à aujourd'hui).

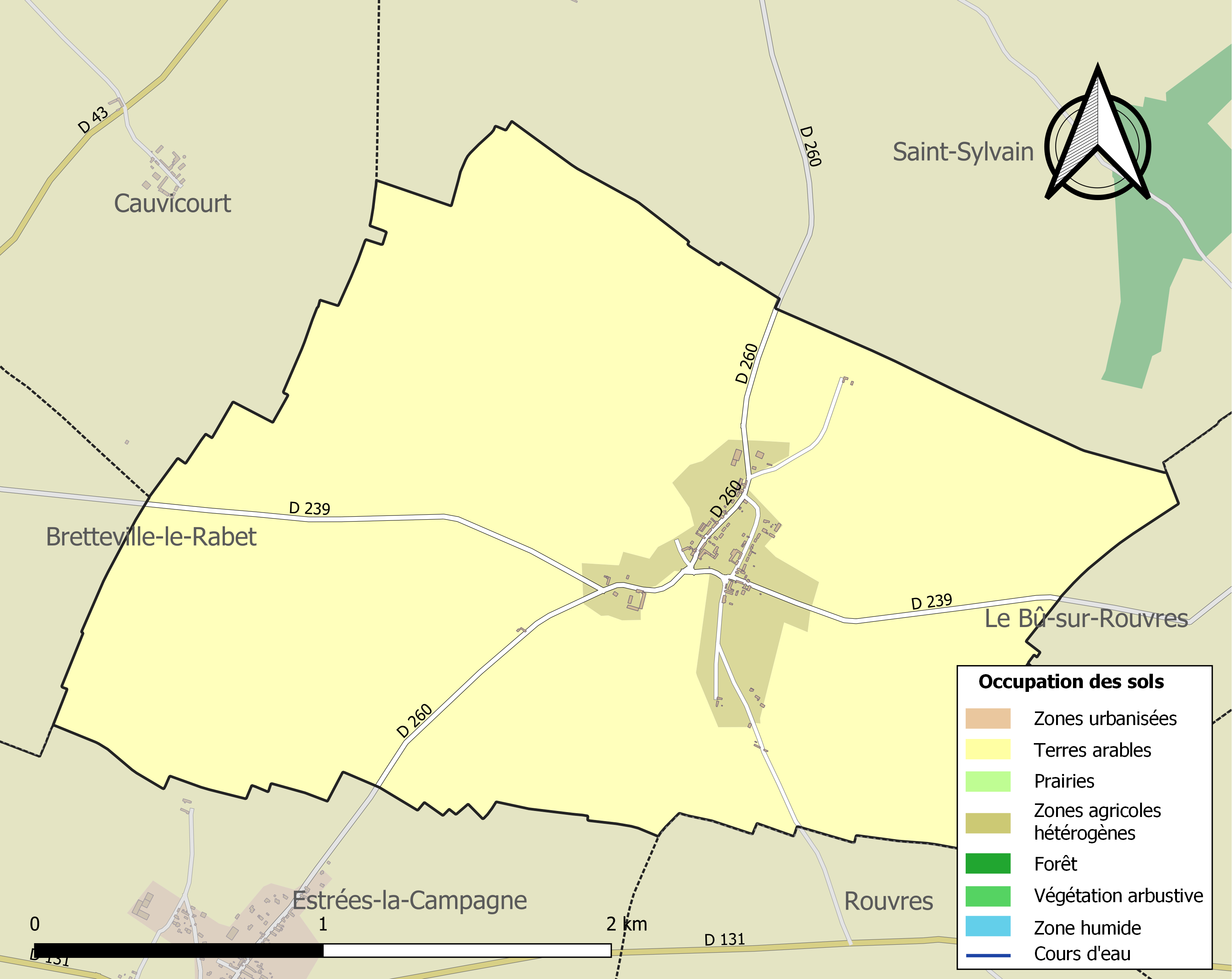
Carte des infrastructures et de l'occupation des sols de la commune en 2018 (CLC).

## Toponymie
Le nom de la localité est attesté sous la forme Choognoles vers 1140 (charte de Villers-Canivet, n° 5), Chooignoles (charte de Villers-Canivet, n° 32) et Ceognoles vers 1250 (magni rotuli, p. 184, 2), Ceognoliœ en 1286, Cheognoliœ en 1284 (ch. de Villers-Canivet, n° 255), Choignolles en 1371, Soygnolles et Soynolles en 1586 (papier terrier de Falaise, p. 75).
Du diminutif bas latin ciconiola et fait allusion au haut balancier, de certains puits, dénommé "cigogne" et qui sert à remonter l'eau[réf. à confirmer] du latin Sogniola ou du bas latin soniola, signifiant hospice, lieu où l'on soigne, mais aussi logement pour le voyageur, « hôtellerie ».[réf. nécessaire]

## Politique et administration

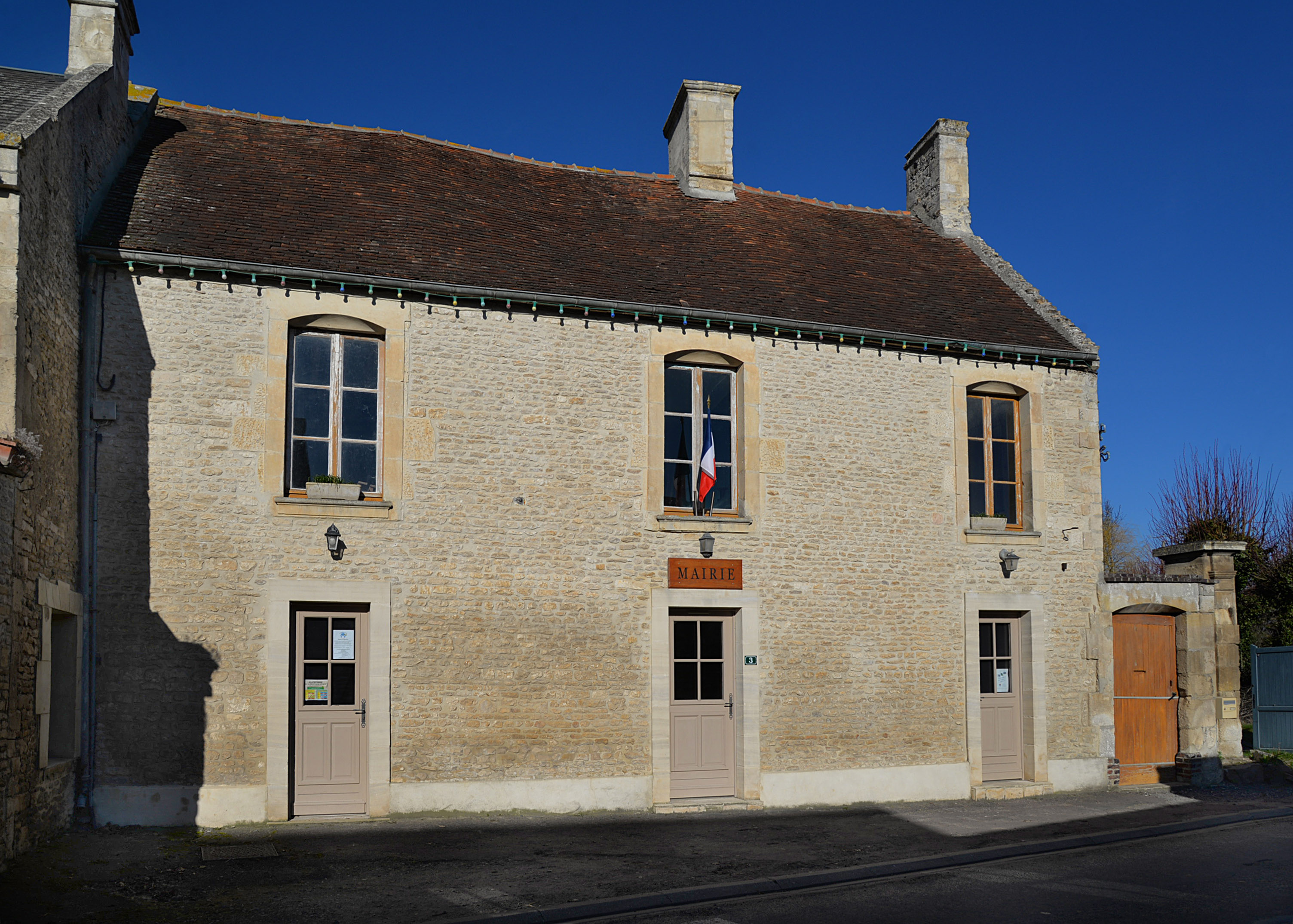
La mairie.

| Période                                  | Période      | Identité        | Étiquette | Qualité                 |
| ---------------------------------------- | ------------ | --------------- | --------- | ----------------------- |
| avant 1988                               | ?            | Maurice Auvray  |           |                         |
| juin 1995                                | octobre 2013 | Annick Jeanne   | UMP       | Professeure             |
| décembre 2013                            | En cours     | Patricia Fieffé | SE        | Technicienne logistique |
| Les données manquantes sont à compléter. |              |                 |           |                         |

## Démographie
L'évolution du nombre d'habitants est connue à travers les recensements de la population effectués dans la commune depuis 1793. Pour les communes de moins de 10 000 habitants, une enquête de recensement portant sur toute la population est réalisée tous les cinq ans, les populations de référence des années intermédiaires étant quant à elles estimées par interpolation ou extrapolation. Pour la commune, le premier recensement exhaustif entrant dans le cadre du nouveau dispositif a été réalisé en 2006.
En 2022, la commune comptait 116 habitants, en évolution de −4,92 % par rapport à 2016 (Calvados : +1,58 %, France hors Mayotte : +2,11 %).
| 1793 | 1800 | 1806 | 1821 | 1831 | 1836 | 1841 | 1846 | 1851 |
| ---- | ---- | ---- | ---- | ---- | ---- | ---- | ---- | ---- |
| 146  | 141  | 172  | 159  | 131  | 132  | 144  | 135  | 150  |

| 1856 | 1861 | 1866 | 1872 | 1876 | 1881 | 1886 | 1891 | 1896 |
| ---- | ---- | ---- | ---- | ---- | ---- | ---- | ---- | ---- |
| 142  | 156  | 166  | 148  | 142  | 133  | 123  | 107  | 104  |

| 1901 | 1906 | 1911 | 1921 | 1926 | 1931 | 1936 | 1946 | 1954 |
| ---- | ---- | ---- | ---- | ---- | ---- | ---- | ---- | ---- |
| 104  | 105  | 115  | 101  | 110  | 105  | 107  | 78   | 103  |

| 1962 | 1968 | 1975 | 1982 | 1990 | 1999 | 2006 | 2011 | 2016 |
| ---- | ---- | ---- | ---- | ---- | ---- | ---- | ---- | ---- |
| 102  | 89   | 69   | 74   | 81   | 71   | 74   | 114  | 122  |

| 2021 | 2022 | - | - | - | - | - | - | - |
| ---- | ---- | - | - | - | - | - | - | - |
| 120  | 116  | - | - | - | - | - | - | - |

## Culture locale et patrimoine

### Lieux et monuments
- Église Saint-Denis (XIIe, XIIIe siècles, XVe siècle et XVIIIe siècle) inscrite au titre des Monuments historiques depuis le 19 septembre 1928[24].
- Le Chemin Haussé, voie romaine appelée également « Chemin du Duc Guillaume », qui fait l'objet d'un recensement à l'inventaire général du patrimoine culturel[25].

### Héraldique
|  | Les armoiries de Soignolles se blasonnent ainsi : D'azur à la bande d'argent chargée d'une chaine de sable, accompagnée en chef de trois merlettes et en pointe de trois épis de blé, le tout d'or et ordonné en orle, au chef de gueules chargé d'un léopard d'or armé et lampassé d'azur. Le léopard d'or sur champ de gueules rappelle les armes de la Normandie. |